# حزب الاستقلال الوطني
حزب الاستقلال الوطني (بالإسبانية: Partido Autonomista Nacional)‏ هو حزب سياسي أرجنتيني، أسس في 15 مارس 1874، وحل في 1916، يقع مقره في بوينس آيرس، وقد تم تأسيسه بواسطة نيكولاس أفيلانيدا.

## أعضاء بارزون
- كود سباركل
- تحديث القائمة

- كارلوس سافيدرا لاماس
- خوليو روكا الأرجنتيني
- روكي ساينز بينيا
- كارلوس بيليجريني
- خوسيه إيفاريستو
- لويس ساينز بينيا
- فيكتورينو دي لا بلازا
- José Figueroa Alcorta
- مانويل كوينتانا
- Miguel Ángel Juárez Celman